# Список птахів Піткерну
Це перелік видів птахів, зафіксованих на території Островів Піткерн. Авіфауна Піткерну налічує загалом 62 види, з них 5 видів є ендемічними.

## Позначки
Наступні теги використані для виділення деяких категорій птахів.
- (А) Випадковий — вид, який рідко або випадково трапляється на Островах Піткерн
- (I) Інтродукований — вид, завезений до Островів Піткерн як наслідок, прямих чи непрямих людських дій
- (Е) Ендемічий — вид, який є ендеміком Островів Піткерн
- (Ex) Вимерлий — вид, який мешкав на Островах Піткерн, однак повністю вимер

## Куроподібні(Galliformes)
Родина: Фазанові (Phasianidae)
- Курка банківська, Gallus gallus (I)

## Голубоподібні(Columbiformes)
Родина: Голубові (Columbidae)
- Тілопо гендерсонський, Ptilinopus insularis (E)
- Ducula harrisoni (Ex)
- Pampusana leonpascoi (Ex)
- Bountyphaps obsoleta (Ex)

## Зозулеподібні(Cuculiformes)
Родина: Зозулеві (Cuculidae)
- Коель новозеландський, Urodynamis taitensis

## Журавлеподібні(Gruiformes)
Родина: Пастушкові (Rallidae)
- Погонич чорний, Zapornia atra (E)
- Погонич австралійський, Zapornia tabuensis

## Сивкоподібні(Charadriiformes)
Родина: Сивкові (Charadriidae)
- Сивка морська, Pluvialis squatarola (A)
- Сивка бурокрила, Pluvialis fulva

Родина: Баранцеві (Scolopacidae)
- Кульон аляскинський, Numenius tahitiensis
- Крем'яшник звичайний, Arenaria interpres
- Побережник білий, Calidris alba
- Коловодник аляскинський, Tringa incana

Родина: Мартинові (Laridae)
- Leucophaeus atricilla
- Крячок бурий, Anous stolidus
- Крячок атоловий, Anous minutus
- Крячок сірокрилий, Anous albivitta
- Крячок сірий, Anous ceruleus
- Крячок білий, Gygis alba
- Крячок строкатий, Onychoprion fuscatus
- Крячок полінезійський, Onychoprion lunatus
- Крячок жовтодзьобий, Thalasseus bergii (A)

## Фаетоноподібні(Phaethontiformes)
Родина: Фаетонові (Phaethontidae)
- Фаетон білохвостий, Phaethon lepturus
- Фаетон червонохвостий, Phaethon rubricauda

## Буревісникоподібні(Procellariiformes)
Родина: Альбатросові (Diomedeidae)
- Альбатрос Буллера, Thalassarche bulleri
- Альбатрос чорнобровий, Thalassarche melanophris (A)
- Альбатрос мандрівний, Diomedea exulans (A)

Родина: Океанникові (Oceanitidae)
- Океанник Вільсона, Oceanites oceanicus
- Океанник білобровий, Pelagodroma marina
- Фрегета білочерева, Fregetta grallaria
- Фрегета чорночерева, Fregetta tropica
- Океанник білогорлий, Nesofregetta fuliginosa

Родина: Буревісникові (Procellariidae)
- Буревісник гігантський, Macronectes giganteus
- Пінтадо, Daption capense
- Тайфунник північний, Pterodroma gouldi
- Тайфунник кермадецький, Pterodroma neglecta
- Тайфунник-провісник, Pterodroma heraldica
- Тайфунник Мерфі, Pterodroma ultima
- Тайфунник чорний, Pterodroma atrata
- Тайфунник м'якоперий, Pterodroma mollis
- Тайфунник білоголовий, Pterodroma lessonii
- Тайфунник австралійський, Pterodroma nigripennis
- Тайфунник Кука, Pterodroma cookii
- Тайфунник білолобий, Pterodroma leucoptera
- Тайфунник макронезійський, Pterodroma alba
- Бульверія тонкодзьоба, Bulweria bulwerii
- Тайфунник таїтійський, Pseudobulweria rostrata
- Буревісник білогорлий, Procellaria aequinoctialis
- Буревісник чорний, Procellaria parkinsoni
- Буревісник клинохвостий, Ardenna pacificus
- Буревісник Бюлера, Ardenna bulleri
- Буревісник острівний, Puffinus nativitatis
- Буревісник реюньйонський, Puffinus bailloni

## Сулоподібні(Suliformes)
Родина: Фрегатові (Fregatidae)
- Фрегат-арієль, Fregata ariel
- Фрегат тихоокеанський, Fregata minor

Родина: Сулові (Sulidae)
- Сула жовтодзьоба, Sula dactylatra
- Сула білочерева, Sula leucogaster
- Сула червононога, Sula sula

## Пеліканоподібні(Pelecaniformes)
Родина: Чаплеві (Ardeidae)
- Чепура тихоокеанська, Egretta sacra

## Соколоподібні(Falconiformes)
Родина: Соколові (Falconidae)
- Сапсан, Falco peregrinus

## Папугоподібні(Psittaciformes)
Родина: Psittaculidae
- Лорі-віні гендерсонський, Vini stepheni (E)

## Горобцеподібні(Passeriformes)
Родина: Очеретянкові (Acrocephalidae)
- Очеретянка піткернська, Acrocephalus vaughani (E)
- Очеретянка гендерсонська, Acrocephalus taiti (E)